# Europameisterschaften im Bogenschießen 1980
Die 7. Europameisterschaften im Bogenschießen wurden am 26. und 27. Juli 1980 in Compiègne, Frankreich ausgetragen.

## Ergebnisse
Es wurden nur Medaillen in Disziplinen mit dem Recurvebogen vergeben.
| Disziplin         | Gold                                                          | Silber                                                          | Bronze                                                      |
| ----------------- | ------------------------------------------------------------- | --------------------------------------------------------------- | ----------------------------------------------------------- |
| Männer Einzel     | Marnix Vervinck                                               | Göran Bjerendal                                                 | Gert Bjerendal                                              |
| Frauen Einzel     | Natalja Butusowa                                              | Olga Rogowa                                                     | Alicja Ciskowska                                            |
| Männer Mannschaft | Schweden Gert Bjerendal Göran Bjerendal Mats Nordlander       | Sowjetunion Wladimir Jeschejew Wladimir Maximow Alexander Aulow | Belgien Marnix Vervinck Willy Van Den Bossche Sven Mestdagh |
| Frauen Mannschaft | Sowjetunion Natalja Butusowa Olga Rogowa Ketewan Lossaberidse | Finnland Carita Jussila Päivi Meriluoto Jutta Vähäoja           | Polen Alicja Ciskowska Joanna Pawlik Katarzyna Firan        |

## Medaillenspiegel
| Platz  | Land        | Gold | Silber | Bronze | Gesamt |
| ------ | ----------- | ---- | ------ | ------ | ------ |
| 1      | Sowjetunion | 2    | 2      | –      | 4      |
| 2      | Schweden    | 1    | 1      | 1      | 3      |
| 3      | Belgien     | 1    | –      | 1      | 2      |
| 4      | Finnland    | –    | 1      | –      | 1      |
| 5      | Polen       | –    | –      | 2      | 2      |
| Gesamt | Gesamt      | 4    | 4      | 4      | 12     |